# Eryngium cymosum
Eryngium cymosum är en flockblommig växtart som beskrevs av François Delaroche. Eryngium cymosum ingår i släktet martornar, och familjen flockblommiga växter. Inga underarter finns listade i Catalogue of Life.